# 布尔什维克 (马加丹州)
布尔什维克（羅馬化：Bolʹshevik）是俄罗斯马加丹州的市级镇，属苏苏曼区，地处马加丹州西部，位于上科雷马山原上，在区行政中心苏苏曼西南、州府马加丹西北方。R504公路（科雷马公路）穿过该地。
1953年设市级镇。该地2021年人口有45人；2010年人口96；2002年人口371；1989年人口960。